# Mesovelia

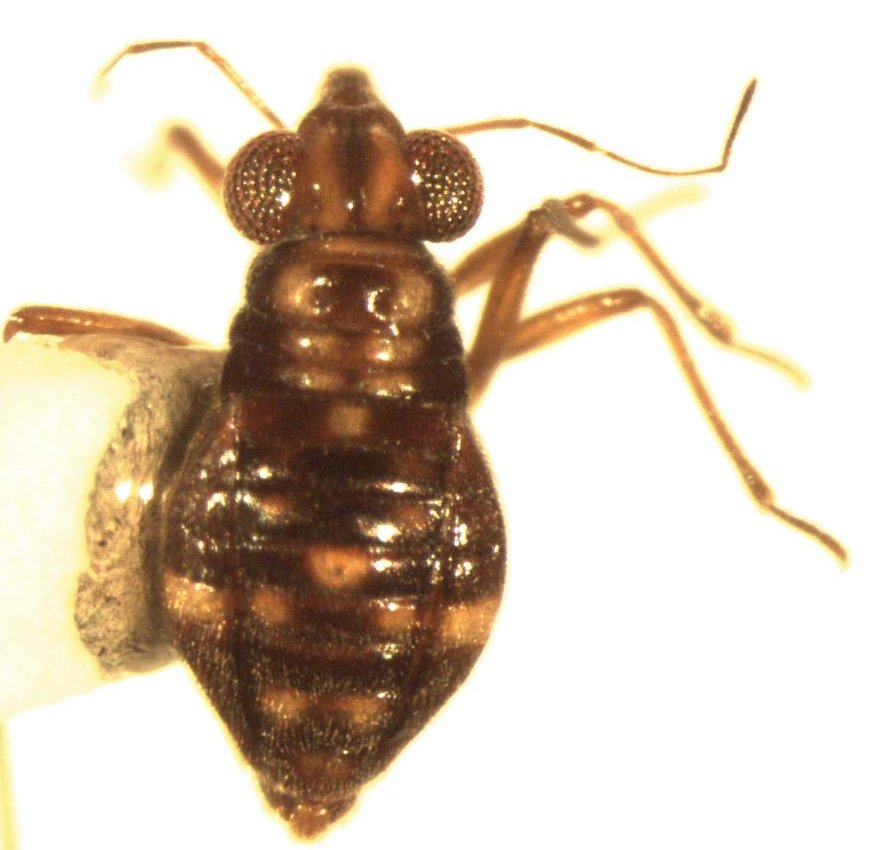
Mesovelia kuscheli

Mesovelia – rodzaj pluskwiaków różnoskrzydłych z rodziny wodziarkowatych i podrodziny Mesoveliinae.

## Biologia i ekologia
Drapieżniki związane z roślinnością wodną, na której maskują się dzięki zielonej bądź zielono-brązowej barwie ciała.

## Rozprzestrzenienie
Rodzaj rozprzestrzeniony kosmopolitycznie. W Polsce występuje tylko M. furcata.

## Systematyka
Do rodzaju tego należy 25 gatunków:
- Mesovelia amoena
- Mesovelia bila
- Mesovelia blissi
- Mesovelia cryptophila
- Mesovelia dentiventris
- Mesovelia egorovi
- Mesovelia furcata
- Mesovelia hackeri
- Mesovelia halirrhyta
- Mesovelia hambletoni
- Mesovelia horvathi
- Mesovelia hungerfordi
- Mesovelia indica
- Mesovelia melanesica
- Mesovelia miyamotoi
- Mesovelia mulsanti
- Mesovelia pacifica
- Mesovelia polhemusi
- Mesovelia stysi
- Mesovelia subvittata
- Mesovelia thermalis
- Mesovelia thomasi
- Mesovelia ujhelyii
- Mesovelia vittigera
- Mesovelia zeteki